# Europejskie Igrzyska Halowe w Lekkoatletyce 1966 – skok wzwyż kobiet
Skok wzwyż kobiet – jedna z konkurencji technicznych rozgrywanych podczas lekkoatletycznych europejskich igrzysk halowych w hali Westfalenhalle w Dortmundzie. Został rozegrany (jak zresztą całe igrzyska) 27 marca 1966. Zwyciężyła reprezentantka Rumunii Iolanda Balaș.

## Rezultaty

### Finał
Rozegrano od razu finał, w którym wzięło udział 8 zawodniczek.
Opracowano na podstawie materiału źródłowego.
| Miejsce | Zawodniczka       | Wynik |
| ------- | ----------------- | ----- |
| 1       | Iolanda Balaș     | 1,76  |
| 2       | Olga Pulić        | 1,73  |
| 3       | Ilia Hans         | 1,65  |
| 4       | Mary Rand         | 1,65  |
| 5       | Geneviève Laureau | 1,65  |
| 6       | Nevenka Mrinjek   | 1,65  |
| 7       | Marjan Thomas     | 1,60  |
| 8       | Mária Faithová    | 1,60  |